# 前鎮機廠
22°36′29″N 120°19′31″E / 22.608186°N 120.325362°E

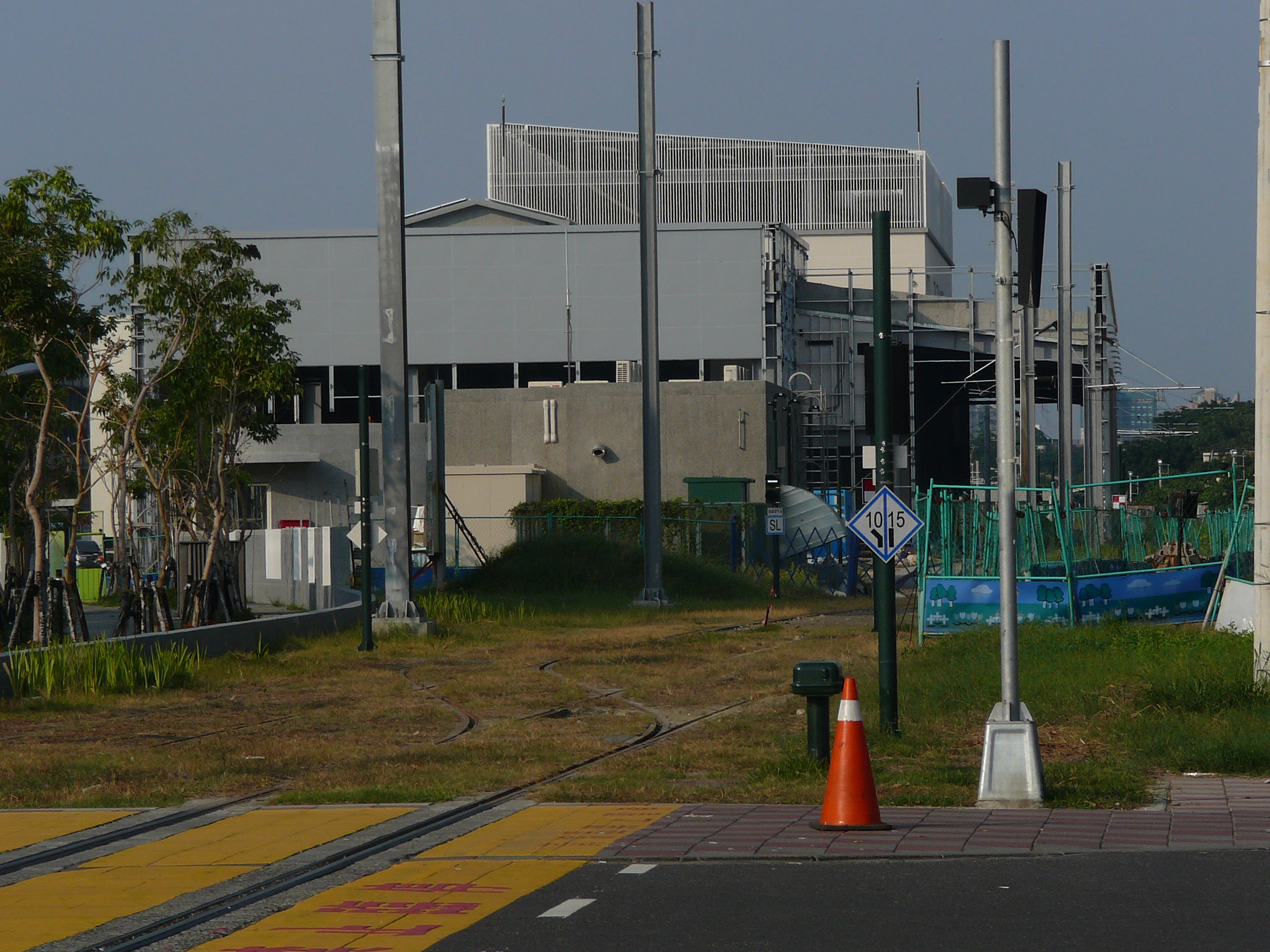
前鎮機廠（南側）

前鎮機廠是高雄捷運環狀輕軌的輕軌修護廠，前身為臺灣鐵路管理局前鎮車場，位於高雄市前鎮區凱旋路與賢明路交叉路口，面積約3.8公頃。機廠已完工啟用，並在此存放高雄捷運環狀輕軌購買之輕軌列車。另於東側設置輕軌機廠站。地址是高雄市前鎮區凱旋三路6號。

## 概要
- 高雄捷運前鎮機廠是利用原有的台鐵前鎮車場用地改建而來。場區內主要有駐車廠、維修廠、物料倉庫、辦公室、輕軌行控中心、變電站等建築物及附屬設施，是台灣第一座輕軌維修機廠。

## 機廠位置與結構
- 地理位置：位於高雄市前鎮區凱旋三路與賢明路口。
- 廠房規模：修護廠。
- 功能：具車輛駐車、維修及車輛清洗的功能，連同機廠設施區及連絡道路佔地面積約為3.8公頃。
- 面積：約3.8公頃。
- 廠房分區：暫無資訊。

## 週圍地標
- 台鐵高雄臨港線前鎮車場（僅留三股軌道，以供進出高雄機廠的鐵路車輛調車），2018年9月28日，在末班7214次員工專車駛出後，台鐵前鎮車場正式停用。已改建為高雄捷運環狀輕軌第二階段主線，並設立C37輕軌機廠站，已於2021年1月12日通車[2][3][4][5][6]。
- 籬仔內站
- 凱旋三路
- 瑞西街
- 賢明路

## 相片集

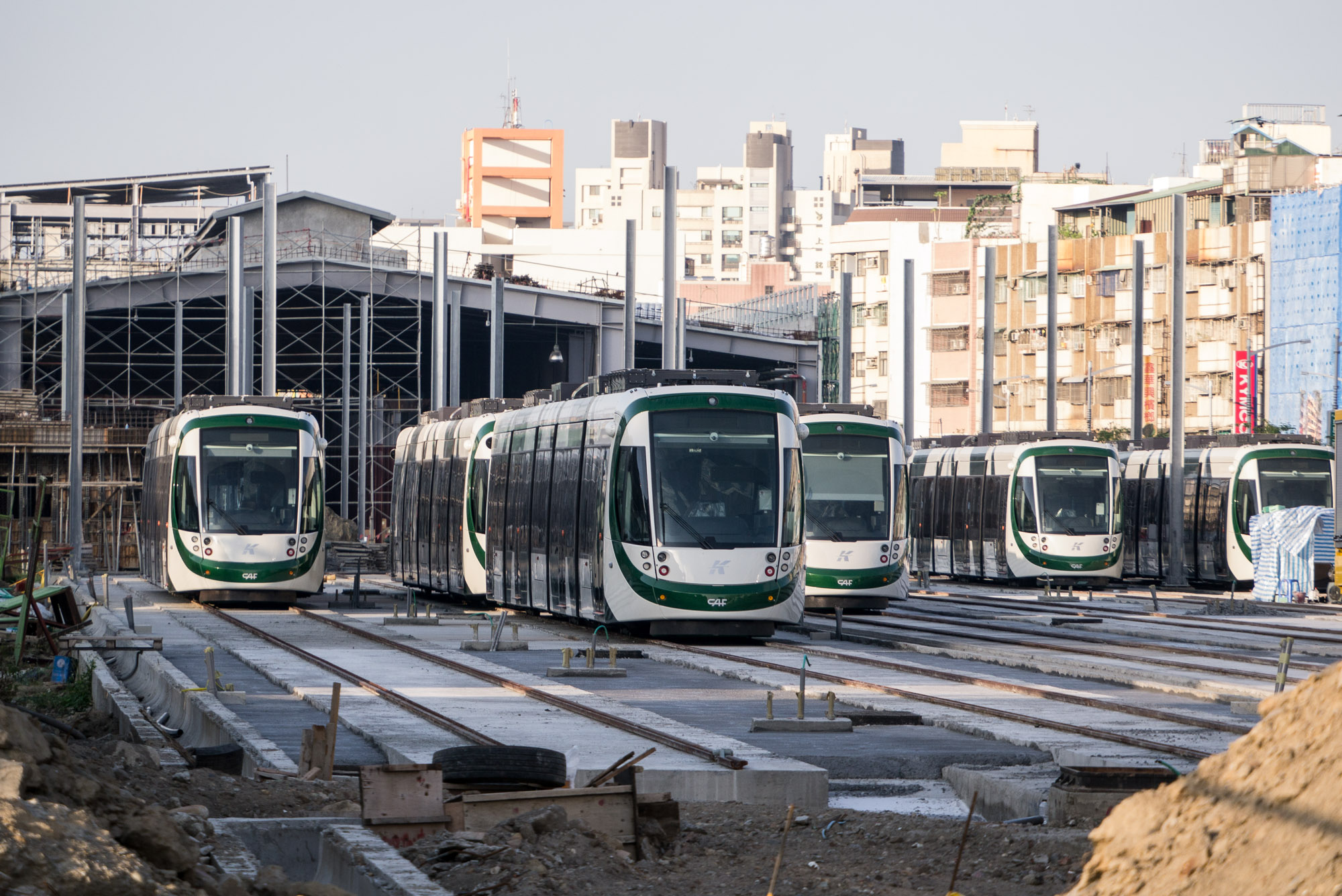
興建中的前鎮機廠（北側）
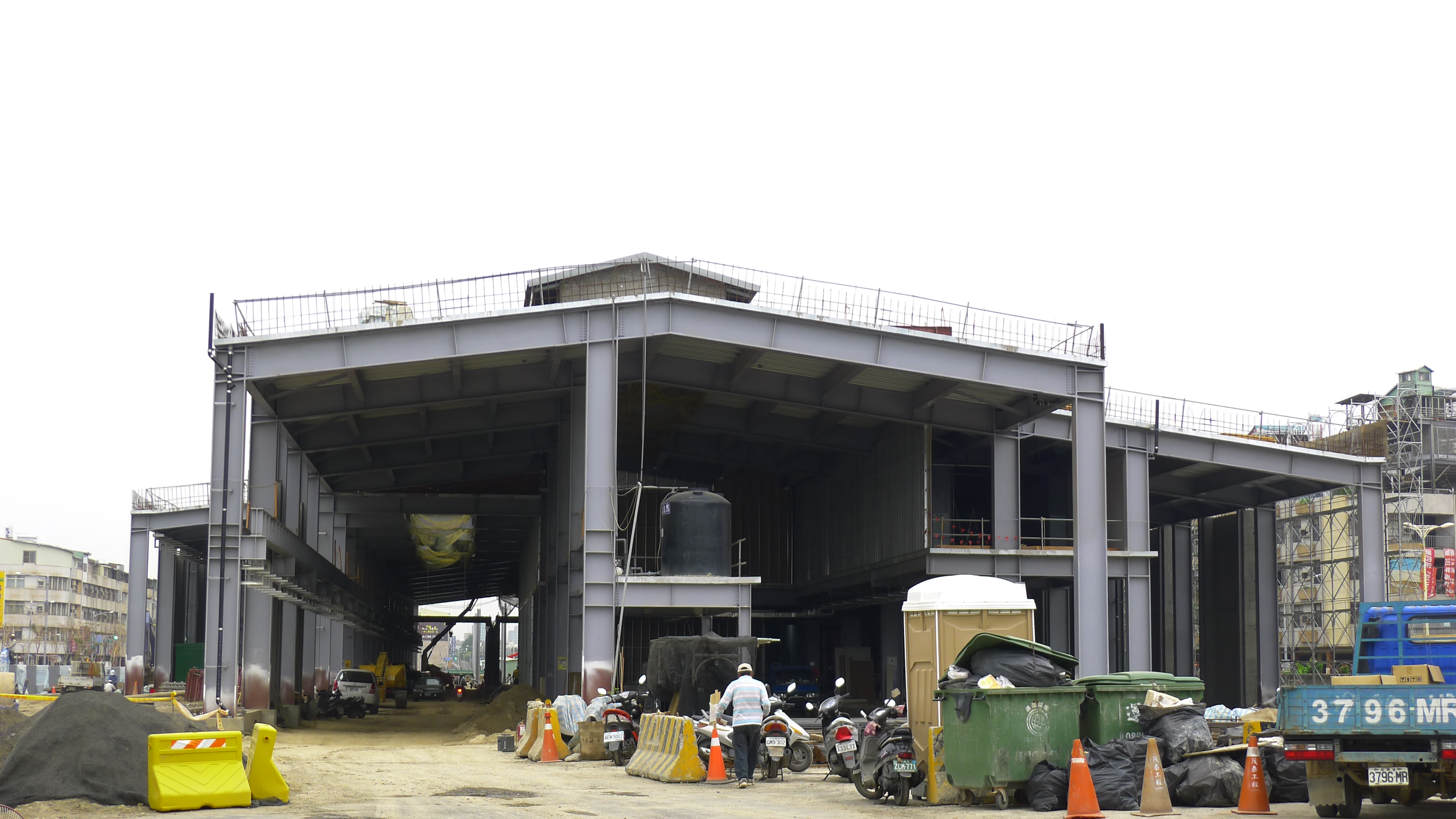
興建中的前鎮機廠（南側）
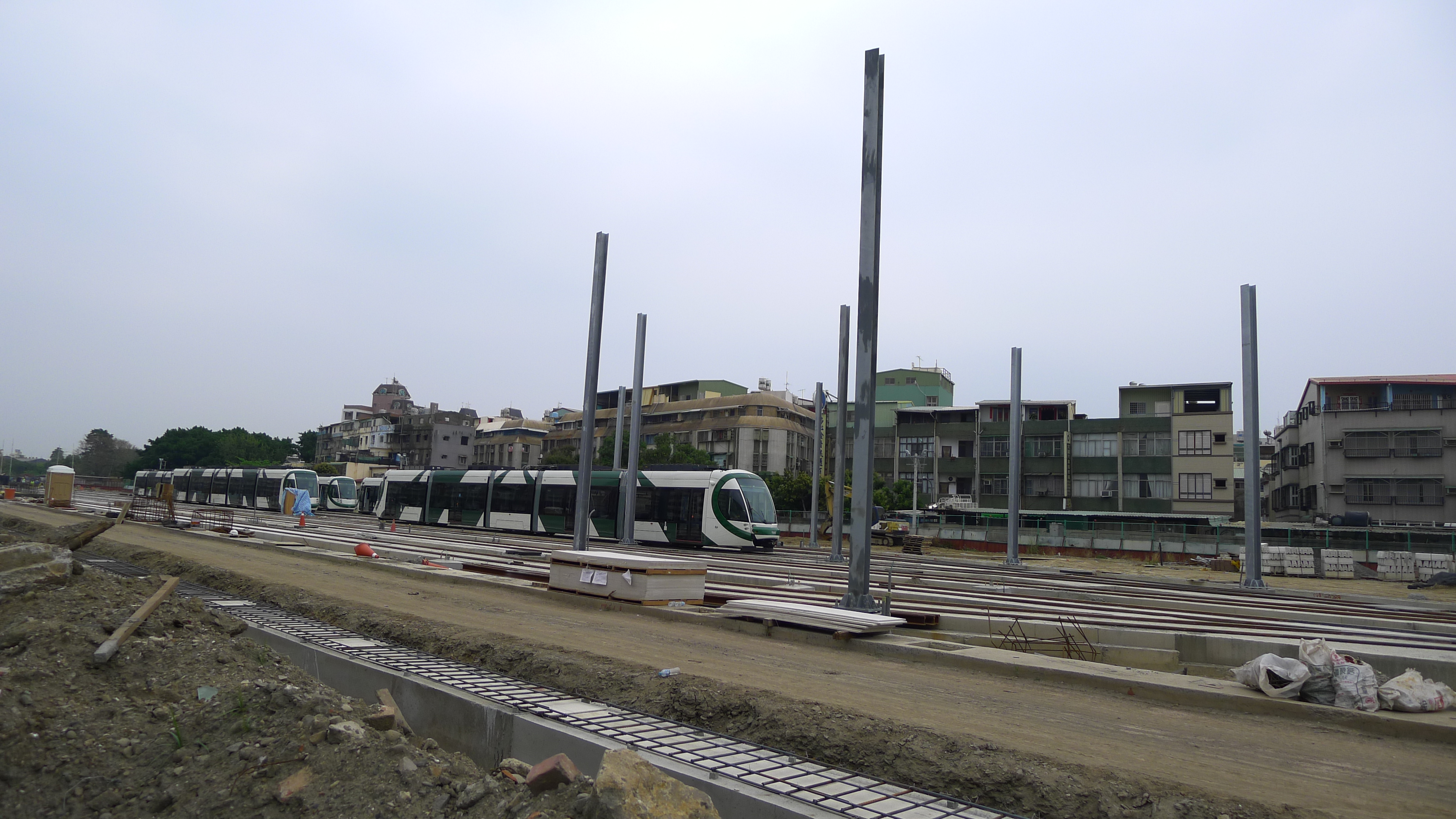
停放在未完工前鎮機廠的環狀輕軌列車
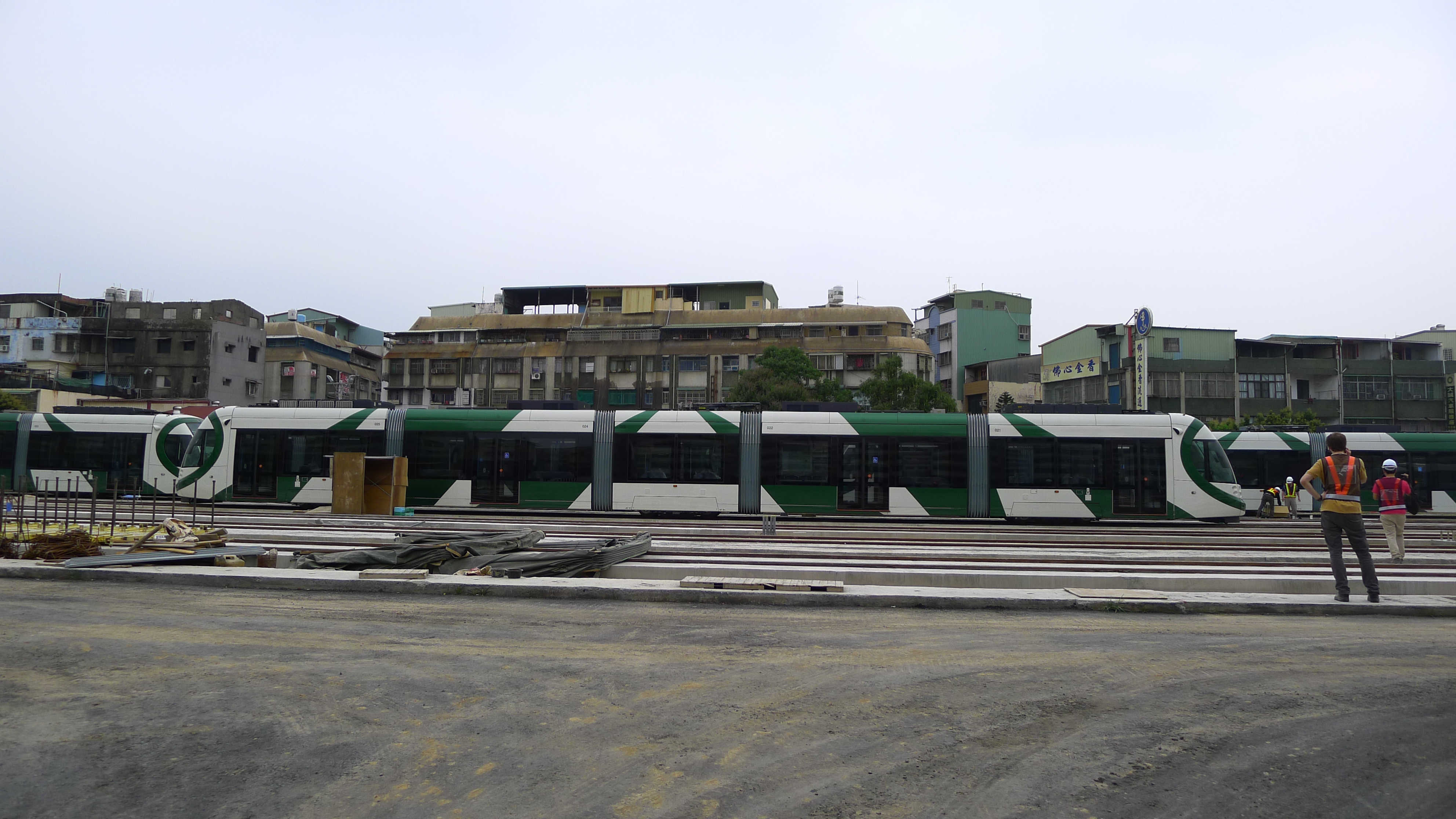
停放在未完工前鎮機廠的環狀輕軌列車

## 外部連結
高雄市政府捷運工程局—.   [2015-02-06]. （原始内容存档于2012-08-14）.